# 八一湖桥
八一湖桥，是位于中华人民共和国北京市海淀区的一座桥梁，是北京三环路的桥梁之一，该桥跨过北京八一湖。